# Hobart International 2023
Hobart International 2023 byl profesionální tenisový turnaj pořádaný jako součást ženského okruhu WTA Tour, který se odehrával na dvorcích s tvrdým povrchem GreenSet v Hobartském mezinárodním tenisovém centru. Dvacátý osmý ročník Hobart International probíhal mezi 9. a 14. lednem 2023 v australském Hobartu. V letech 2021 a 2022 se nekonal kvůli omezením způsobeným pandemií covidu-19.
Turnaj dotovaný 259 303 dolarů patřil do kategorie WTA 250. Nejvýše nasazenou singlistkou se stala dvacátá šestá tenistka světa Marie Bouzková z Česka. Roli turnajové jedničky na túře WTA plnila poprvé v kariéře. Jako poslední přímá účastnice do dvouhry nastoupila italská 66. hráčka žebříčku Elisabetta Cocciarettová. V důsledku invaze Ruska na Ukrajinu na konci února 2022 řídící organizace tenisu ATP, WTA a ITF s grandslamy rozhodly, že ruští a běloruští tenisté mohli dále na okruzích startovat, ale do odvolání nikoli pod vlajkami Ruska a Běloruska.
Druhý singlový titul na okruhu WTA Tour vybojovala 29letá Lauren Davisová, jež prošla i kvalifikační soutěží. V sedmi zápasech neztratila ani jeden set a stala se čtvrtou americkou šampionkou turnaje. Čtyřhru ovládly Belgičanka Kirsten Flipkensová s Němkou Laurou Siegemundovou, které získaly druhou společnou trofej.

## Rozdělení bodů a finančních odměn

### Rozdělení bodů
| Soutěž      | Soutěž      | vítězové | finalisté | semifinalisté | čtvrtfinalisté | 16 v kole | 32 v kole | Q  | Q2 | Q1 |
| ----------- | ----------- | -------- | --------- | ------------- | -------------- | --------- | --------- | -- | -- | -- |
| dvouhra žen | [ 5 ] [ 9 ] | 280      | 180       | 110           | 60             | 30        | 1         | 18 | 12 | 1  |
| čtyřhra žen | [ 10 ]      | 280      | 180       | 110           | 60             | 1         | —         | —  | —  | —  |

### Finanční odměny
| Soutěž                                | Soutěž      | vítězové | finalisté | semifinalisté | čtvrtfinalisté | 16 v kole | 32 v kole | Q2      | Q1      |
| ------------------------------------- | ----------- | -------- | --------- | ------------- | -------------- | --------- | --------- | ------- | ------- |
| dvouhra žen                           | [ 5 ] [ 9 ] | 34 228 $ | 20 226 $  | 11 275 $      | 6 418 $        | 3 922 $   | 2 804 $   | 2 075 $ | 1 340 $ |
| čtyřhra žen                           | [ 10 ]      | 12 477 $ | 7 000 $   | 4 020 $       | 2 400 $        | 1 848 $   | —         | —       | —       |
| částka ve čtyřhrách je uvedena na pár |             |          |           |               |                |           |           |         |         |

## Ženská dvouhra

### Nasazení
| Stát                         | Hráčka              | WTA | Nasazení |
| ---------------------------- | ------------------- | --- | -------- |
| Česko                        | Marie Bouzková      | 24. | 1.       |
| Belgie                       | Elise Mertensová    | 29. | 2.       |
| Francie                      | Alizé Cornetová     | 36. | 3.       |
| USA                          | Sloane Stephensová  | 37. | 4.       |
| Ukrajina                     | Anhelina Kalininová | 39. | 5.       |
| USA                          | Bernarda Peraová    | 44. | 6.       |
| Polsko                       | Magda Linetteová    | 48. | 7.       |
| Kazachstán                   | Julia Putincevová   | 51. | 8.       |
| Žebříček WTA k 2. lednu 2023 |                     |     |          |

### Jiné formy účasti
Následující hráčky obdržely divokou kartu do hlavní soutěže:
- Olivia Gadecká
- Talia Gibsonová
- Sofia Keninová
- Sloane Stephensová

Následující hráčka obdržela zvláštní výjimku: 
- Ysaline Bonaventureová

Následující hráčky nastoupily pod žebříčkovou ochranou: 
- Jaqueline Cristianová (65. SR)[4]
- Laura Siegemundová (57. SR)[4]
- Patricia Maria Țigová (65. SR)[4]

Následující hráčky si zajistily postup do hlavní soutěže v kvalifikaci:
- Anna Blinkovová
- Lauren Davisová
- Tereza Martincová
- Nuria Párrizasová Díazová
- Maryna Zanevská
- Tamara Zidanšeková

Následující hráčka postoupila z kvalifikace jako šťastná poražená:
- Wang Sin-jü

### Odhlášení
před zahájením turnaje
- Danka Kovinićová → nahradila ji  Wang Sin-jü
- Wang Si-jü → nahradila ji  Tatjana Mariová

## Ženská čtyřhra

### Nasazení
| Stát                                                                     | Hráčka              | Stát      | Hráčka             | WTA | Nasazení |
| ------------------------------------------------------------------------ | ------------------- | --------- | ------------------ | --- | -------- |
| Belgie                                                                   | Kirsten Flipkensová | Německo   | Laura Siegemundová | 56. | 1.       |
| Japonsko                                                                 | Eri Hozumiová       | Slovinsko | Tamara Zidanšeková | 84. | 2.       |
| Japonsko                                                                 | Miju Katová         | Indonésie | Aldila Sutjiadiová | 96. | 3.       |
| Německo                                                                  | Vivian Heisenová    | Japonsko  | Makoto Ninomijová  | 112 | 4.       |
| Žebříček WTA k 2. lednu 2023; číslo je součtem umístění obou členek páru |                     |           |                    |     |          |

### Jiné formy účasti
Následující páry obdržely divokou kartu:
- Latisha Chan /  Alexa Guarachiová
- Olivia Gadecká /  Talia Gibsonová

### Odhlášení
před zahájením turnaje
- Alicia Barnettová /  Olivia Nichollsová → nahradily je  Alicia Barnettová /  Monica Niculescuová
- Makoto Ninomijová /  Alycia Parksová → nahradily je  Vivian Heisenová /  Makoto Ninomijová

## Přehled finále

### Ženská dvouhra
- Lauren Davisová vs.  Elisabetta Cocciarettová,  7–6(7–0), 6–2

### Ženská čtyřhra
- Kirsten Flipkensová /  Laura Siegemundová vs.  Viktorija Golubicová /  Panna Udvardyová, 6–4, 7–5